# Victor Luis
Victor Luis Chuab Zamblauskas (São Paulo, 23 de junho de 1993) é um futebolista brasileiro que atua como lateral-esquerdo. Atualmente joga no Vasco da Gama.

## Carreira

### Categorias de base
Neto paterno dum lituano, o paulistano Victor Luis iniciou nas categorias de base do Palmeiras.

### Porto B
Em 2012 Victor Luis foi emprestado ao Porto B para a temporada 2012–13, disputando 18 partidas e marcando 1 gol pela equipe que terminou em 4º lugar da Segunda Liga Portuguesa.[carece de fontes?] Pelo time português, Victor Luis foi muito elogiado pela imprensa local, sendo cotado pela imprensa como um futuro lateral-esquerdo para a Seleção Brasileira.

### Palmeiras
De volta do empréstimo do Porto B, Victor Luis foi promovido para o time principal do Palmeiras em 2013 pelo treinador Gilson Kleina, porém não atuou em nenhum jogo no ano. Em 2014 fez sua estreia no time principal do Palmeiras pelo Campeonato Paulista, num jogo contra o Paulista de Jundiaí. Com a chegada do treinador argentino Ricardo Gareca ao time e, com as saídas dos laterais Juninho e William Matheus, Victor Luis começou a ter oportunidades como titular na equipe principal, disputando seu primeiro clássico contra o Corinthians. O jogador marcou seu primeiro gol pelo Palmeiras em 30 de julho de 2014, num jogo contra a Fiorentina válido pela Copa EuroAmericana. Jogando pelo Campeonato Brasileiro, em partida contra o Flamengo, marcou o gol de empate do Palmeiras, após estar perdendo por 2–0.

### Empréstimo ao Ceará
Em 9 de junho de 2015, após perder espaço no elenco do Palmeiras, Victor foi emprestado ao Ceará até o final do ano, para a disputa da Série B. Logo ganhou a titularidade, sendo fundamental na luta do clube alvinegro contra o rebaixamento, que terminou o campeonato na 15ª posição. Com o bom desempenho, recebeu a notícia de que seria reintegrado ao elenco do Palmeiras em 2016.

### Empréstimo ao Botafogo
Iniciou a temporada de 2016 disputando a vaga na lateral-esquerda do Palmeiras com Egídio e Zé Roberto, mas ainda sem espaço no elenco, em abril foi novamente emprestado, desta vez para o Botafogo, para o Campeonato Brasileiro. Após boas partidas, inclusive em dupla com o já titular da posição Diogo Barbosa, Victor renovou seu empréstimo até o final de 2017.[carece de fontes?]
O jogador marcou seu primeiro gol com a camisa do clube no dia 9 de março de 2017, numa vitória por 1–0 sobre o Volta Redonda, válida pelo Campeonato Carioca. Participou da campanha que levou o time às quartas-de-final da Libertadores da América daquele ano, sendo titular em 13 das 14 partidas da competição.[carece de fontes?]

### Retorno ao Palmeiras
Retorna ao Palmeiras em 2018, mais experiente após dois anos de atuações pelo Botafogo. Fez sua reestreia pelo time paulista no dia 18 de janeiro, numa vitória por 3–1 sobre o Santo André, válida pela primeira rodada do Campeonato Paulista. Já em novembro, jogando pelo Campeonato Brasileiro, Victor Luis marcou de falta o gol da vitória por 3–2 no clássico contra o Santos.

### Novo empréstimo ao Botafogo
Em 21 de julho de 2020, foi novamente emprestado ao Botafogo, até fevereiro de 2021.

### Terceira passagem pelo Palmeiras
De volta do empréstimo, reintegrou o grupo Palmeirense em fevereiro de 2021. Em maio, jogando pela semifinal do Campeonato Paulista contra o Corinthians, fez o primeiro gol da vitória por 2–0, na Neo Química Arena.

### Retorno ao Ceará
No dia 5 de janeiro de 2022, Victor Luis foi anunciado como novo reforço do Vozão para a temporada, assinando um contrato de empréstimo até o fim do ano.

### Coritiba
Após encerrar seu contrato com o Palmeiras, Vitor Luis foi oficializado como reforço do Coritiba no dia 3 de janeiro de 2023. Titular na maior parte do ano, o jogador não conseguiu evitar o rebaixamento do time para a Série B.

### Vasco da Gama
Em 5 de fevereiro de 2024, Victor Luis teve a contratação anunciada pelo Vasco da Gama. No ano de 2024, entrou em campo em apenas 13 jogos, porém nas vezes em que atuou, mostrou seu valor e teve boas atuações.
Em 26 de dezembro de 2024, a diretoria do Vasco acertou a renovação de contrato do atleta, e ainda o solicitou que se apresentasse no dia seguinte para fazer parte do grupo que disputará as rodadas iniciais do Campeonato Carioca.

## Títulos
Palmeiras[carece de fontes?]
- Copa do Brasil: 2015
- Campeonato Brasileiro: 2018
- Florida Cup: 2020
- Campeonato Paulista: 2020
- Copa Libertadores da América: 2021

### Prêmios individuais
- Seleção do Campeonato Paulista: 2018[carece de fontes?]